# Springeratus polyporatus
Springeratus polyporatus är en fiskart som beskrevs av John Fraser 1972. Springeratus polyporatus ingår i släktet Springeratus och familjen Clinidae. Inga underarter finns listade i Catalogue of Life.